# Pseudocercospora jussiaeae
Pseudocercospora jussiaeae är en svampart som först beskrevs av George Francis Atkinson, och fick sitt nu gällande namn av Deighton 1976. Pseudocercospora jussiaeae ingår i släktet Pseudocercospora och familjen Mycosphaerellaceae.   Inga underarter finns listade i Catalogue of Life.